# Costanzo (arcivescovo di Milano)
Costanzo (VI secolo – Genova, 3 settembre 600) fu arcivescovo di Milano dal 593 fino alla sua morte.

## Biografia
Numerose sono le informazioni sulla vita e l'episcopato di Costanzo, grazie all'epistolario di Gregorio Magno. In questo periodo della storia della Chiesa ambrosiana, i vescovi risiedevano a Genova, dove fin dal 569 una parte del clero e della popolazione milanese si era rifugiata a causa dell'invasione longobarda.

### Prima della sua nomina sulla cattedra milanese
Nel periodo in cui Gregorio era apocrisario a Costantinopoli, ossia tra il 578 e il 585, Costanzo si trovava nella capitale imperiale, benché non siano noti né i motivi della sua presenza in Oriente né se già fosse un chierico della Chiesa milanese. Probabilmente è in questo periodo che Gregorio e Costanzo stringono una solida amicizia, come il pontefice ricorderà in diverse occasioni.
Non si sa quando Costanzo rientrò da Costantinopoli. Era in Italia e già ordinato diacono nell'agosto 591, se si identifica, come propongono alcuni autori, il diacono Costanzo di cui scrive papa Gregorio al vescovo Lorenzo II con il futuro arcivescovo milanese. Di probabile famiglia benestante, il diacono Costanzo acquistò in questo periodo, prima della sua consacrazione episcopale, dei beni che alla sua morte destinerà alla nipote Luminosa, ancilla Dei.
Alla morte di Lorenzo II, Costanzo è eletto all'unanimità dal clero milanese residente a Genova come suo successore. La notizia venne riferita dal prete Magno e dal chierico Ippolito a papa Gregorio, il quale rispose con tre lettere, datate al mese di aprile 593. Nella prima, destinata al clero milanese, il pontefice annuncia l'arrivo del suddiacono Giovanni, incaricato di mettere in atto le procedure per la consacrazione episcopale dell'eletto ad opera dei suoi vescovi suffraganei. La seconda lettera è scritta allo stesso Giovanni, perché verifichi che tutto il clero e la comunità milanese rifugiata a Genova concordi nella scelta di Costanzo. Infine, Gregorio scrisse all'esarca bizantino Romano per comunicargli l'elezione di Costanzo. Non è nota la data della sua consacrazione; di certo la cerimonia si svolse prima di settembre 593, epoca in cui Costanzo appare a pieno titolo vescovo milanese ed aveva ricevuto il pallio.

### La crisi deiTre Capitoli
Nei primi mesi del suo governo, Costanzo dovette affrontare una grave crisi legata allo scisma tricapitolino, ossia quella divisione all'interno della Chiesa sorta dopo che molti vescovi occidentali, tra cui anche i vescovi milanesi, si erano rifiutati di sottoscrivere la condanna degli scritti di alcuni padri della Chiesa (i cosiddetti Tre Capitoli) sancita dal concilio di Costantinopoli del 553. Il predecessore di Costanzo, Lorenzo II, aveva messo fine allo scisma della Chiesa ambrosiana, sottoscrivendo una districtissima cautio dove tuttavia, per rispetto della sensibilità dei vescovi occidentali, non si faceva alcun accenno esplicito alla condanna dei Tre Capitoli.
Appena diventato vescovo di Milano, Costanzo venne accusato da tre vescovi della sua provincia ecclesiastica  di aver condannato esplicitamente i Tre Capitoli nella sua professione di fede inviata a papa Gregorio. I tre vescovi non riconoscevano perciò l'elezione di Costanzo, ruppero la comunione con lui e trascinarono nei lori propositi anche la regina longobarda Teodolinda. Venuto a conoscenza di questi fatti, Gregorio Magno inviò nel settembre 593 due lettere a Costanzo. Nella prima ricordava l'atteggiamento del suo predecessore, Lorenzo II, che aveva rinunciato allo scisma con una dichiarazione sottoscritta da diversi membri dell'aristocrazia milanese ed annunciava la missione affidata al notaio Ippolito e all'abate Giovanni per convincere la regina Teodolinda a recedere dal suo atteggiamento. Nella seconda lettera, destinata ad un pubblico più ampio, il pontefice appoggiava l'operato di Costanzo e denunciava tutti coloro che si sono separati dalla comunione con il vescovo di Milano, che mai aveva parlato dei Tre Capitoli.
Tuttavia, questo procedere di papa Gregorio non convinse appieno. Infatti, l'anno successivo Costanzo si lamentò con il papa, perché ora non solo i tre vescovi precedenti, ma anche la città di Brescia aveva rotto la comunione con lui; e gli chiedevano una esplicita dichiarazione con la quale giurava di non aver mai condannato i Tre Capitoli; inoltre lo accusavano di far menzione, durante la celebrazione eucaristica, del vescovo Giovanni di Ravenna, che invece aveva esplicitamente aderito alla condanna dei Tre Capitoli. Come scrive Gabriella Braga, appaiono chiare le difficoltà, ereditate dal suo predecessore, in cui si trovava ad operare Costanzo, ossia mettere fine allo scisma ma senza condannare in modo chiaro ed esplicito i Tre Capitoli, atteggiamento che non faceva che suscitare sospetti e dubbi negli altri vescovi della provincia ecclesiastica milanese. Nel mese di luglio 594 il papa rispose a Costanzo consigliandolo di eliminare il nome di Giovanni di Ravenna durante la messa, e di rassicurare la città di Brescia con l'invio di una professione di fede che non faccia alcuna menzione dei Tre Capitoli

### La sua azione pastorale
Diverse sono le lettere che Costanzo scrisse a papa Gregorio, oggi non più conservate, ma il cui contenuto è noto grazie alle risposte del pontefice, nelle quali il prelato milanese espone casi concreti sottoposti alla sua autorità di vescovo e di pastore.
Nel maggio del 594 il vescovo di Luni Venanzio si recò personalmente da Costanzo per chiedere la sua collaborazione nel restaurare la disciplina tra il clero della sua diocesi. Il papa consigliò il vescovo milanese di convocare i chierici e i religiosi sospetti e di punirli adeguatamente. L'azione di Costanzo a Luni dovette concludersi entro novembre di quell'anno, con la deposizione dell'abate Iobinus di Portovenere, di tre diaconi e del sacerdote Saturus.
Simili provvedimenti furono presi anche tra il clero milanese: Vitaliano fu privato del sacerdozio ed esiliato in Sicilia, mentre fu confermata la condanna al carcere per Amandino, già prete ed abate. Per evitare possibili errori giudiziari, Costanzo fu invitato da papa Gregorio a indire una minuziosa inchiesta sul caso del notarius milanese Giovanni, che si era appellato al papa perché si riteneva accusato ingiustamente.
Nello stesso periodo, Costanzo dovette intervenire per rappacificare i rapporti fra due vescovi, Ursicino e Giovanni, dei quali però non sono indicate le rispettive sedi di appartenenza. Alcuni autori ritengono possa trattarsi di Ursicino di Torino e di Giovanni di Ravenna.
Nel corso del 596 il metropolita milanese dovette deporre un vescovo della sua provincia ecclesiastica, di cui si ignora il nome e la diocesi, atto che suscitò una serie di proteste e di calunnie nei suoi confronti. Gregorio gli inviò nel novembre di quell'anno una lettera di consolazione, invitandolo a preoccuparsi unicamente del giudizio della sua coscienza e ricordandogli di non lasciare vacante per più di tre mesi la sede del vescovo deposto. Gabriella Braga vede in questo episodio degli strascichi della polemica sui Tre Capitoli.
Nel novembre del 597 Costanzo, assieme ai vescovi di Ravenna e di Cagliari, fu destinatario di una lettera di papa Gregorio relativa all'applicazione di una legge promulgata dall'imperatore Maurizio, che vietava di accogliere tra il clero della diocesi o in un monastero laici che ricoprivano cariche pubbliche.
Nel maggio del 599 Costanzo fu incaricato di una delicata missione a Ravenna, dove , assieme al metropolita ravennate Mariniano, doveva giudicare l'operato del vescovo Massimo di Salona, accusato di prevaricazione e di vari crimini contro la Chiesa romana.
Prima di luglio 599, il vescovo milanese inviò al pontefice due lettere, tramite il diacono Evenzio; nella prima chiedeva a Gregorio alcune reliquie dell'apostolo Paolo e dei santi Giovanni e Pancrazio, in vista della dedicazione di un oratorio a questi santi; nella seconda, espone il caso di alcuni chierici della Chiesa di Como, verso cui invano Costanzo si era adoperato perché abbandonassero lo scisma tricapitolino. Le difficoltà che Costanzo incontrò all'interno della sua provincia ecclesiastica emergono ancora in un altro caso, quello del vescovo Teodoro, la cui sede vescovile è ignota, che preferì fuggire in Gallia piuttosto che sottomettersi all'autorità di Costanzo; fu lo stesso pontefice a scrivere a Siagrio di Autun, perché rimandasse in Italia il fuggiasco.

### La morte
L'ultima menzione di Costanzo nell'epistolario di papa Gregorio Magno è di maggio del 600. Il vescovo milanese morì nel mese di settembre successivo, come ne da testimonianza una addolorata lettera del pontefice.
Secondo un antico Catalogus archiepiscoporum Mediolanensium,  l'episcopato di Costanzo sarebbe durato 18 anni e terminò con il suo decesso il 3 settembre. Se il giorno della morte è plausibile, è invece evidentemente errato il periodo del suo governo, che superò di poco i sette anni.
Lo stesso catalogus riferisce che Costanzo visse 100 anni e fu sepolto nella chiesa di Sant'Ambrogio a Genova. Anche in questo caso è errata l'informazione circa la lunghezza della sua vita, che gli storici oggi propendono a ridurre a circa 50 anni.